# Herold (pivo)
Pivo Herold je značka produktů z pivovaru Březnice na Příbramsku. Zámecký pivovar, založený zde v roce 1506, pokračuje v produkci bez velkého přerušení až do dnešních dnů. Impozantní barokní stavba, kde je umístěn pivovar a sladovna představuje ojedinělý architektonický skvost. Značka Herold vstoupila na mezinárodní trh v roce 2000, kdy světová kapacita v oboru piva, Michael Jackson zvolil zdejší značku Herold Blond Lager v každoroční soutěži Beer Hunter Pivem měsíce. Tradiční ležák zraje v půl tisíciletí starých sklepech po dobu až 70 dnů, přesně tak, jak požadují tradiční, desítky a stovky let vyzkoušené klasické technologie. Pivovar v devadesátých letech vlastnila americká investiční společnost, na podzim roku 2008 jej prodala skupině českých podnikatelů.

## Druhy
- Světlé výčepní pivo je klasický český lehký ležák se vyrábí s využitím vlastního sladu a žateckého chmele, zraje 30 dní a má obsah alkoholu 4,1 % obj.
- Světlý březnický ležák je typ plzeňského piva, který zraje 60 dní. Obsah alkoholu má 5,2 % obj.
- Polotmavé speciální pivo má granátovou barvu a značnou dávku chmelové hořkosti. Nejoblíbenější zdejší značka z 19. století obsahuje české karamelové slady a žatecký chmel, zraje 70 dní a má obsah alkoholu 5,8 % obj.
- Tmavé speciální pivo je klasický speciál černého piva, který se vaří ze 4 druhů sladů, zraje 10 týdnů a má obsah alkoholu 5,3 % obj.
- Světlý kvasnicový pšeničný ležák je pšeničné pivo s vysokou pěnivostí a stálostí pěny a mírnou hořkostí. Obsah alkoholu 5 % obj.